# Nikolai Lwowitsch Gondatti

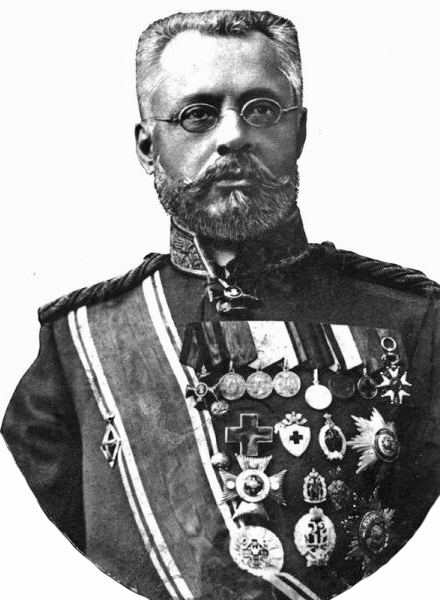
Nikolai Lwowitsch Gondatti

Nikolai Lwowitsch Gondatti (russisch Николай Львович Гондатти; * 8. Novemberjul. / 20. November 1860greg. in Moskau; † 5. April 1946 in Harbin) war ein russisch-chinesischer Ethnograph.

## Leben
Gondatti, Sohn des italienischen Bildhauers Ludovico Gondatti und einer russischen Adligen aus Tula, trat 1876 in das Nischni Nowgoroder Alexander-Institut ein, das er 1881 mit einer Goldmedaille verließ. Darauf begann er das Studium an der Kaiserlichen Universität Moskau in der Juristischen und in der Naturgeschichte-Abteilung der Physikalisch-Mathematischen Fakultät. 1885 wurde er nach Nordwestsibirien geschickt, wo er die Sitten der Wogulen studierte. Das Studium schloss er 1887 mit Auszeichnung ab. Er war dann Naturgeschichte-Lehrer an der Schule (für Mädchen) des Katharina-Ordens und ab Januar 1888 am Moskauer Alexander-Institut.
Gondatti nahm bis 1892 an jährlichen Expeditionen teil und besuchte verschiedene russische Gouvernements, Deutschland, England, Kleinasien, Syrien, Ägypten, Österreich-Ungarn, Frankreich, Indien, Ceylon, China, Japan und Amerika. Er erhielt Goldmedaillen für seine Westsibirien-Expedition und für seine wissenschaftlichen Seidenbau-Sammlungen. 1892–1894 leitete er die Anadyr-Region. Er führte eine Volkszählung der Tschuktschen und Eskimos durch und studierte ihr Leben und ihre Sprachen.
1905 wurde Gondatti Tobolsker Gouverneur. Als Tomsker Gouverneur kam Gondatti im Oktober 1908 nach Tomsk. Mit seiner Beteiligung wurden in Tomsk die Sibirischen Höheren Frauenkurse (entsprechend einem Universitätsstudium) eröffnet. Er nahm 1909 an Beratungen in St. Petersburg über die Bedürfnisse Sibiriens teil. Als im Mai 1909 in Nowonikolajewsk durch einen viertägigen Großbrand 794 Höfe zerstört und 8000 Menschen obdachlos geworden waren, untersuchte Gondatti mit den Stadtverantwortlichen die Ursachen der Katastrophe und den Bedarf für die Schadensbehebung. Er half bei der Beschaffung der Versicherungsgelder und sorgte für Baumaterialien aus der Staatskasse. Auch half er der Stadtverwaltung bei der Wiederaufbau-Stadtplanung.
Gondatti wurde 1910 Leiter der Amur-Expedition, für die 600.000 Rubel aus der Staatskasse zur Verfügung standen. Die Ergebnisse hatten kaum Auswirkungen auf die staatliche Ansiedlungspolitik, obwohl die Ergebnisse in mehr als 40 Bänden umgehend veröffentlicht wurden. Ab 1911 war Gondatti als Nachfolger Paul Simon Unterbergers Generalgouverneur der Amur-Region. Er förderte die wirtschaftliche, soziale und kulturelle Entwicklung der Region und verteidigte sie gegen die chinesische und japanische Expansion. Er initiierte das Kedrowaja-Pad-Naturreservat. In Chabarowsk wurde 1914 ein Lehrer-Institut eröffnet. In den Dörfern wurden Schulen gebaut. Besonders widmete er sich der indigenen Bevölkerung und verbot den Verkauf alkoholischer Getränke in den Lagern. Er wirkte beim Bau der Amur-Eisenbahn und beim Bau einer Amur-Brücke mit. Er verwirklichte die Verbindung der Ussuri-Eisenbahn mit der Amur-Eisenbahn mit Anschluss an die Transbaikal-Eisenbahn. Er veranlasste den Bau des Hafens von Wladiwostok und die Ausbaggerung der Amur-Mündung bei Nikolajewsk am Amur. Er förderte Handel, Gewerbe, Landwirtschaft und Industrie. Er beteiligte sich an der Entwicklung des Veterinärdienstes und an der Einrichtung eines Meteorologie-Dienstes. Er organisierte u. a. eine Datschensiedlung bei Wladiwostok und eine Abteilung der russischen Gesellschaft für Orientalistik.
Nach der Februarrevolution 1917 ließ das in Chabarowsk gewählte Komitee für öffentliche Sicherheit im März 1917 Gondatti verhaften und nach Petrograd bringen, damit er von der außerordentlichen Kommission zur Untersuchung des Machtmissbrauchs unter der kaiserlichen Regierung überprüft wird. Bei Gondatti wurde kein Machtmissbrauch festgestellt, sodass er freigelassen wurde. Im Mai 1917 schied er aus dem Staatsdienst. Auf Einladung der Universität Helsinki hielt er eine Ethnographie-Vorlesung.
Nach der Oktoberrevolution begab sich Gondatti im Dezember 1918 nach Harbin und leitete die Wissenschafts- und Liegenschaftsabteilung der Ostchinesischen Eisenbahn. Er war öffentlich und wissenschaftlich tätig und wurde bald Vorsitzender der Gesellschaft der Russischen Orientalisten, die die älteste russische wissenschaftliche Gesellschaft in der Mandschurei war und von 1909 bis 1927 existierte. In Harbin arbeitete er mit Nikolai Swijagin zusammen, den er schon in Russland kennengelernt hatte. 1920 wurde für den Personalbedarf der Ostchinesischen Eisenbahn eine russisch-chinesische technische Schule eröffnet, die von Dmitri Horvat geleitet wurde und deren Geschäftsleitungsvorsitzender Gondatti war. Im April 1922 wurde die Schule als russisch-chinesisches polytechnisches Institut die erste höhere Bildungseinrichtung in Harbin.
Im Juli 1922 nominierte die Amur-Semstwo-Versammlung Gondatti für das Amt des provisorischen Regierungschefs des Amur-Staates. Er lehnte ab, um nicht mit den konterrevolutionären Merkulow-Leuten zusammenarbeiten zu müssen. 1923 ließen die Bolschewiki Gondatti von den mandschurischen Behörden verhaften, aber auf Druck der Japaner kam er nicht ins Gefängnis, sondern ins Krankenhaus.
Gondatti wurde 1924 Vorsitzender der Mandschurischen Landwirtschaftsgesellschaft zur Förderung der Landwirtschaft in der Nordmandschurei. Mit Hilfe Gondattis entstand im selben Jahr in einem Vorort Harbins das russisch-orthodoxe Gottesmutter-von-Kasan-Männerkloster, das bis 1960 bestand.
Die Stadt Schimanowsk entstand als Station der Amur-Eisenbahn und hieß von 1912 bis 1920 Gondatti.

## Ehrungen, Preise
- Orden des Heiligen Wladimir IV. Klasse, III. Klasse
- Sankt-Stanislaus-Orden III. Klasse, II. Klasse
- Alexander-Newski-Orden[2]
- Japanischer Orden des Goldenen Milans[3]
- Orden vom Doppelten Drachen
- Stern des Edlen Hauses von Buchara
- Chevalier der Ehrenlegion
- Große Lütke-Goldmedaille für Ethnographie der Kaiserlichen Russischen Geographischen Gesellschaft (1898) für seine Arbeiten während des Aufenthalts bei den Tschuktschen
- Große Baer-Goldmedaille der Kaiserlichen Akademie der Wissenschaften (1901)[5]
- Ehrenbürger der Städte Berjosowo (1909), Tjumen, Tomsk, Nowonikolajewsk (1910),[6] Jekaterinburg, Chabarowsk (1911) und Surgut